# Efekt oglądu

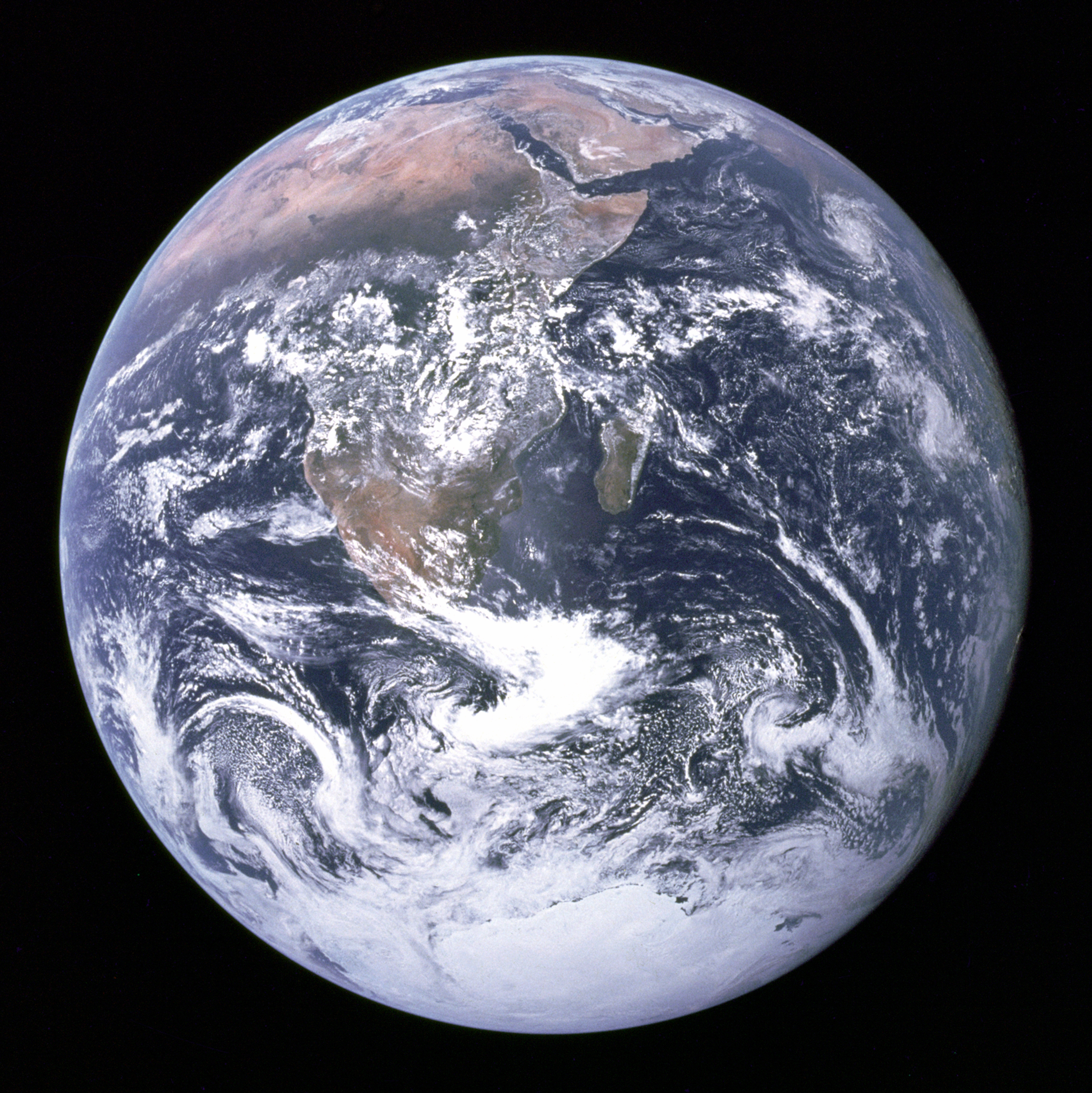
The Blue Marble, Ziemia widziana przez załogę Apollo 17 w roku 1972.

Efekt oglądu, lub kosmiczna euforia (ang. overview effect) to zmiana postrzegania rzeczywistości doświadczana przez niektórych kosmonautów w czasie lotu kosmicznego, często doznawana na widok planety Ziemi – niewielkiego globu zawieszonego w kosmicznej pustce, będącego domem wszystkich żywych istot. Efekt może wzbudzić odczucia transcendentalności oraz jedności z całą ludzkością, a także przekonanie o małostkowości podziałów czy granic państwowych. Efekt został nazwany oraz opisany przez Franka White’a w książce The Overview Effect – Space Exploration and Human Evolution. Efektu doznali m.in. Russell Schweickart, Sally Ride, Anne McClain, Edgar Mitchell, Thomas Jones, Scott Kelly, Mike Massimino, James Irvin, Timothy Peak czy William Shatner. Dla niektórych uczestników lotu w kosmos przeżycie miało charakter religijny – według Mirosława Hermaszewskiego wielu kosmonautów po podróży w kosmos „wróciło z wiarą”.